# Liste des épisodes de Johnny Test
Cet article recense la liste des épisodes de la série télévisée d'animation américano-canadienne Johnny Test.

## Épisodes

### Première saison (2005-2006)
1. Johnny au centre de la Terre / Johnny X (Johnny to the Center of the Earth / Johnny X)
2. Johnny Test contre Bling Bling Boy / Johnny impossible (Johnny vs. Bling-Bling Boy / Johnny Impossible)
3. Une fête monstre / Totalement extrême (Johnny Test: Party Monster / Johnny Test: Extreme Crime Stopper)
4. Johnny l'aquanaute / Johnny et le fabuleux sac à dos action turbo (Deep Sea Johnny / Johnny & the Amazing Turbo Action Backpack)
5. Johnny et les cochons sur glace / Johnny et la maison des horreurs (Johnny and the Ice Pigs / Johnny's House of Horrors)
6. Johnny et le pantalon du savoir / Johnny au travail (Johnny's Super Smarty Pants / Take Your Johnny to Work Day)
7. Johnny et les roboticles / Johnny et la face cachée de la Lune (Johnny and the Mega Roboticles / Johnny Gets Mooned)
8. Johnny Hollywood / Le rembobineur temporel turbo (Johnny Hollywood / Johnny's Turbo Time Rewinder)
9. Le retour de Johnny X / Johnny Supersonique (The Return of Johnny X / Sonic Johnny)
10. La vie de chien de Johnny / Johnny et la peste rose ( The Dog Days of Johnny / Johnny's Pink Plague)
11. Johnny et la manette de jeu extrême / Mini-Johnny (Johnny's Extreme Game Controller / Li'l Johnny)
12. Johnny contre le refroidisseur de cerveau / Johnny dans la tempête (Johnny vs. Brain Freezer / Johnny's Big Snow Job)
13. Johnny, roi du ballon chasseur / Johnny et l'attaque du camion monstre (Johnny Dodgeball / Johnny & the Attack of the Monster Truck)

### Deuxième saison (2006-2007)
1. Johnny et les pirates / Johnny et les Jouets Turbos (Hoist the Johnny Roger / Johnny's Turbo Toy Force)
2. JTV / Johnny conte Bling Bling Boy 2 (JTV / Johnny vs. Bling Bling 2)
3. Johnnyland / Le nouveau papa de Johnny (Johnnyland / Johnny's Got a Brand New Dad)
4. Les samedis de Johnny / Johnny fou de la glace (Saturday Night's Alright for Johnny / Johnny Mint Chip)
5. Johnny et la journée des animaux / Johnny le Gros (Johnny's Pet Day / Phat Johnny)
6. La revanche de Johnny X / Le monde enchanté de Johnnia (The Revenge of Johnny X (Jx4) / The Enchanted Land of Johnnia)
7. 101 Johnny / Johnny et les Zombies fondateurs (101 Johnnies / Johnny Zombie Tea Party)
8. Voyage en Black et White / Johnny le Kid (Johnny Test in Black & White / Johnny the Kid)
9. Johnny hors piste / Johnny et le monstre du lac Pork-Ness (Down Hill Johnny / Johnny Meets the Pork-Ness Monster)
10. Johnny X contre-attaque / Johnny et l'aqua guerre contre les robots-mecs (Johnny X Strikes Back (Jx5) / Johnny vs. Super Soakings Cyborgs)
11. L'agent 00-Johnny / Johnny de la jungle (00-Johnny / Johnny of the Jungle)
12. Johnny contre Smash Badger 3 / La reine Johnny (Johnny vs. Smash Badger 3 / Johnny Bee Good)
13. Le bon, la brute et le Johnny / Fais dodo, mon Johnny (The Good, the Bad & the Johnny / Rock-A-Bye Johnny)

### Troisième saison (2007-2008)
1. Johnny conter Bling Bling Boy 3 / Johnny la boule puante (Johnny vs. Bling Bling 3 / Stinkin' Johnny)
2. Johnny X et l'attaque des bonhommes de neige / Johnny contre Dukey (Johnny X and the Attack of the Snowmen / Johnny vs. Dukey)
3. Viens ici Johnny ici mon chien / Johnny compote de pomme (Here Johnny, Here Boy / Johnny Applesauce)
4. Johnny-mon / Le Bain De Johnny (Johnny'mon / Bath Time for Johnny)
5. Johnny et le déclencheur de monstres / Johnny gâteries (Johnny Test: Monster Starter / Johnny Holiday)
6. Bientôt à l'affiche / Johnny s'en va en guerre (Coming to a Johnny Near You / When Johnny Comes Marching Home)
7. Johnny-Nisse / Johnny Moustache (Johnnyitis / Johnny Mustache)
8. Johnny Fu / Johnny et la grande évasion (Johnny Fu / Johnny Escape from Bling Bling Island)
9. Les singeries de Johnny / Le banc de Johnny (Johnny's Monkey Business / Johnny Bench)
10. Johnny l'araignée / Johnny perdu dans l'espace (Johnny Long Legs / Johnny Test in Outer Space)
11. Johnny karting / Johnny sent bon (Johnny Cart Racing / Johnny Smells Good)
12. Le retour de Johnny'Mon / Johnny Dukey Doo (Return of Johnny'mon / Johnny Dukey Doo)
13. Le re-retour De Johnny X / Johnny X : la fin finale (Johnny X: A New Beginning / Johnny X: The Final Ending(Jx6))

### Quatrième saison (2009-2011)
1. Les nouvelles sœurs de Johnny / Trans-Johnny (Johnny's New Baby Sisters / Porta-Johnny)
2. Une bonne action à tout prix / Johnny des cavernes (Join the Johnny Scouts / Johnny B.C.)
3. Johnny le fugitif / Johnny dans le trou (Runaway Johnny / Johnny on the Spot)
4. Dark Johnny / Pas de devoirs pour Johnny (Dark Johnny / No Homework for Johnny)
5. Papa Johnny / Concours canin (Papa Johnny / The Johnnyminster Dog Show)
6. Johnny et le chien monstrueux / Le trophée de Johnny (Dukey Jekyll and Johnny Hyde / Johnny's Trophy Case)
7. La fabuleuse fabrique de biscuits de Johnny / Les sœurs débiles de Johnny (Johnny's Amazing Cookie Company / Johnny's Big Dumb Sisters)
8. Johnny garde du corps / Tom et Johnny (My Johnny Guard / Tom and Johnny)
9. Agent secret pré-ado / Johnny fait des bulles (The Quantum of Johnny / Johnny Get Yer Gum)
10. Johnny vieille école / Johnny degrés sous zéro (Old School Johnny / Johnny Degrees Below Zero)
11. Johnny Johnny / Les coupons de Johnny (Johnny Johnny / Johnny Double Coupons)
12. Johnny Rayon-X / La destruction de Johnny X (X-Ray Johnny / The destruction of Johnny X (JX7))
13. iJohnny / Johnny contre la momie (iJohnny / Johnny vs. The Mummy)
14. Le monstre de Johnny / Qui est Johnny ? (Johnny Grow Your Own Monster / Who's Johnny?)
15. Princesse Johnny / Johnny et ses 99 bonnes actions (Princess Johnny / 99 Deeds of Johnny Test)
16. Johnny le super survivant / Johnny Test en 3D (Johnny's Amazing Race / Johnny Test in 3D)
17. Devine qui vient dormir chez Johnny... / Un meilleur ami pour Johnny (Guess Who's Coming to Johnny's for Dinner / Johnny's New BFF)
18. Johnny vs. Bling Bling IV / Les sœurs de Johnny s'affrontent (Johnny vs. Bling Bling IV / Johnny's Big Sister Smackdown)
19. Johnny s'en va en mer / Johnny est un gentil glaçon (Sunshine Malibu Johnny / Johnnycicle)
20. Le roi Johnny / Johnny animé (King Johnny / Johnny Re-Animated)
21. Les gâteaux de Johnny / Johnny Tube (Johnny Cakes / Johnny Tube)
22. Johnny a une verrue / La soirée pyjama de Johnny (Johnny's Got a Wart! / Sleepover at Johnny)
23. Johnny dans le tourbillon de la vie / La folle journée de Johnny Test (Johnny's Royal Flush / Johnny Test's Day Off)
24. Le méga combat mania de Dark Vegan / Les talents cachés de Johnny (Johnny & Dark Vegan's Battle Brawl Mania / A Scholarship for Johnny)
25. Johnny le matelot / Zone anti-Johnny (Johnny Boat Racing / Johnny Lock Down)
26. Ce bon vieux Johnny Test / Johnny X reprend encore sa revanche ! (Good Ol' Johnny Test / Johnny X Strikes Back Again! (JX8))

### Cinquième saison (2011-2012)
1. Johnny est tombé sur la noix / La fête des Pères de Johnny (Johnny Goes Nuts / Johnny Daddy Day)
2. La croisière de Johnny / Avertissement : cette émission contient Johnny (Johnny Cruise / Rated J for Johnny)
3. Johnny Net / Johnny contre Bling-Bling: le combat ultime (Spotless Johnny / Johnny vs. Bling-Bling: The Ultimate Battle)
4. Johnny le chat de l'espace / Johnny des profondeurs (Cat Scratch Johnny / Johnny of the Deep)
5. Johnny rétro / Irrésistible Johnny (Johnny Swellville / Johnny Irresistible)
6. Jouer au Johnny et à la souris / Les hommes en noir et blanc et Johnny tout craché (Johnny's Rat Race / Black & White & Johnny All Over)
7. Johnny coupe l'herbe sous le pied / La super cabane dans les arbres de Johnny (Lawn Gone Johnny / Johnny's Ultimate Treehouse)
8. Johnny va camper / La 1re guerre mondiale des blagues de Johnny (Johnny Goes Camping / Johnny's World Prank Wars I)
9. Johnny, chevalier du faux-filet / Le retour du pantalon du savoir de Johnny (How to Become a John-i Knight / The Return of Johnny Super Smarty Pants)
10. Johnny chasseur de vampires / Johnny testostérone (Fangs a Lot Johnny / Johnny Testosterone)
11. La clé du succès de Johnny / Le manteau d'hiver de Johnny (Johnny's Keys to Success / Johnny's Winter Jacket)
12. Johnny double face / Johnny Susan, Susan Johnny (Johnny Two-Face / Johnny Susan, Susan Johnny)
13. Johnny Halloween / Cauchemar sur la rue de Johnny (Johnny Trick or Treat / Nightmare on Johnny's Street)
14. Mon souper avec Johnny / Johnny parallèle (My Dinner with Johnny / Johnny Alternative)
15. Johnny en prison / Johnny à roulettes (Cool Hand Johnny / Roller Johnny)
16. Johnnyeux Noël / La première boule de neige annuelle de Johnny (A Holly Johnny Christmas / Johnny's First Annual Snowball)
17. Johnny sur le lac / Johnny l’exterminateur de microbes (Lakeside Johnny / Johnny Germ Fighter)
18. Le record du monde de Johnny / marche Johnny marche (Johnny's World Record / Mush, Johnny, Mush)
19. Le trésor de Johnny / Extra Credit Johnny (Johnny's Treasure / Extra Credit Johnny)
20. Le Pied gauche de Johnny / Johnny contre le Chatouilleur (Johnny's Left Foot / Johnny vs. The Tickler)
21. Bugged Out Johnny / La quête Johnny Test (Bugged Out Johnny / Johnny Test's Quest)
22. Les céréales de Johnny / Appelle-moi Duc, Johnny (Johnny-O's / It's Du-Kay Johnny)
23. Johnny le magicien / La poupée Johnny (Magic Johnny / Dolly Johnny)
24. Johnny McCool / C’est une invasion, Johnny ! (Johnny McCool / It's an Invasion, Johnny)
25. Tout est relatif, Johnny / Johnny riche (It's All Relative, Johnny / Johnny Rich)
26. Johnny X...Encore? / Johnny / vert (Johnny X...Again? (JX9) / Green Johnny)

### Sixième saison (2013-2014)
Le 12 mars 2012, la série a été renouvelée pour une sixième saison, portant un total de 117 épisodes. Un film d'animation de longue durée est aussi en préparatifs.
1. Johnny arrête le temps / Facteur Johnny X (Johnny on the Clock / Johnny X-Factor (JX10))
2. Johnny soigne Dukey / Le fan numéro 1 de Johnny (Johnny Vets Dukey / Johnny's No. 1 Fan)
3. Comment éduquer son Johnny / Johnny et Clyde (How to Train Your Johnny / Johnny and Clyde)
4. La super course de Kart 7 de Johnny / Johnny le baratineur (Johnny's Super Massive Kart Wheelies 7 / Smooth Talking Johnny)
5. Johnny et la tige de céréales magiques / Johnny et Bling-Bling Bond Bond (Johnny and the Beanstalk / Johnny and Bling-Bling Bond Bond)
6. Johnny à du talent / Johnny le tailleur d'arbustes (Johnny's Got Talent / Johnny's Rough Around the Hedges)
7. Johnny à la tête dans les nuages / Au nom de Johnny je vous arrête (Johnny's Head in the Clouds / Stop in the Name of Johnny)
8. Le contraire de Johnny / Au boulot, Johnny ! (Johnny Opposite / Johnny on the Job)
9. Le 100e épisode de Johnny / Johnny Test : La suite de l'épisode (Johnny's 100th Episode / Johnny's Next Episode)
10. Johnny fait son cinéma / Johnny présent dans le passé (Johnny's Supreme Theme / Past and Present Johnny)
11. Le château de sable de Johnny / L'abominable Johnny (The Sands of Johnny / Abominable Johnny)
12. Johnny contre le Dukenator / Johnny et le zoo de l'extrême (Johnny vs. the Dukenator / Johnny's Petting Zoo Posse)
13. Johnny sauve l'halloween / Johnny et les zombies (The Johnny Who Saved Halloween / Johnny's Zombie Bomb)
14. Johnny contre Super Méga Méchant Man / Johnny responsable (Johnny's New Super Mega Villain / Johnny in Charge)
15. Johnny débranché / Johnny et la revanche des monstres (Johnny Unplugged / Johnny's Monster Mash)
16. Johnny parle aux animaux / Une image vaut 1000 Johnny (Johnny's Chipmunk Chit Chat / A Picture's Worth 1000 Johnnies)
17. Composez le J pour Johnny / Johnny sur la route (Dial J for Johnny / Road Trip Johnny)
18. Johnny le décodeur / Johnny contre le virus (Code Cracking Johnny / Johnny Goes Viral)
19. Franken Johnny / Johnny express (FrankenJohnny / The Johnny Express)
20. Johnny le cobaye / Johnny fait un don (Crash Test Johnny / Johnny's Junky Trunk)
21. Johnny et sa bande de super-héros / Johnny à la poursuite de Gil (Super Johnny Action Federation / Gil-Stopping Johnny)
22. Johnny et le pain de viande géant / Gare à pâques, Johnny Test ! (Johnny with a Chance of Meatloaf / It's Easter, Johnny Test!)
23. Johnny vers le futur (Future Johnny / Dukey See Johnny Do)
24. Johnny vélu / Johnny et la course contre la faim (Hair's Johnny / Johnny's Hungry Games)
25. Johnny minuscule / Johnny à l'assaut du jeu (Tiny Johnny / Johnny Goes Gaming)
26. Le dernier vol de Johnny X / Le dernier chapitre de Johnny (The Last Flight of Johnny X (JX11) / Johnny's Last Chapter)